# Stazione di Chalfont & Latimer
La stazione di Chalfont & Latimer è una stazione situata a Little Chalfont, nel Buckinghamshire, che serve anche i villaggi di Chalfont St. Giles, di Chalfont St. Peter e di Latimer.
È servita dai servizi della metropolitana di Londra e dai treni che effettuano servizio sulla ferrovia Londra-Aylesbury.

## Storia
La stazione aprì come Chalfont Road sulla Metropolitan Railway (MR), poi diventata la linea Metropolitan, l'8 luglio 1889 ma cambiò nome, assumendo la denominazione attuale, il 1º novembre 1915.
Chalfont & Latimer era in origine servita dalla linea Metropolitan con treni a vapore da Aylesbury a Londra, con il passaggio a una locomotiva elettrica a Rickmansworth. L'elettrificazione della linea a nord di Rickmansworth fino ad Amersham, inclusa la diramazione per Chesham, fu completata il 12 settembre 1960 e la locomozione a vapore venne ritirata nel 1961. La British Railways prese in carico il servizio a nord di Amersham, cancellato dalla rete metropolitana, utilizzando locomotori diesel.

## Movimento
La compagnia ferroviaria Chiltern Railways opera un servizio tra Aylesbury Vale Parkway via Amersham e Aylesbury, e la stazione di Marylebone via Harrow-on-the-Hill. Il servizio è non stop tra Rickmansworth e Harrow-on-the-Hill e tra Harrow-on-the-Hill e Marylebone.

È, inoltre, uno dei capilinea occidentali della linea Metropolitan.
Fino al dicembre 2010 la diramazione per Chesham era servita da un treno navetta che operava da una piattaforma dedicata a Chalfont & Latimer, tranne che per due treni diretti nelle ore di punta. Dall'11 dicembre 2010 ci sono due treni diretti all'ora, anche se il servizio navetta viene ripristinato occasionalmente per lavori sulla linea.
La linea Metropolitan è l'unica linea della rete metropolitana che opera un servizio espresso (che ferma solo in alcune stazioni) anche se, al momento, questo è limitato a treni in direzione sud durante l'ora di punta del mattino e in direzione nord durante l'ora di punta serale.

## Interscambi
Nelle vicinanze della stazione effettuano fermata alcune linee automobilistiche, gestite da Red Rose Travel.
- Fermata autobus

## Galleria d'immagini

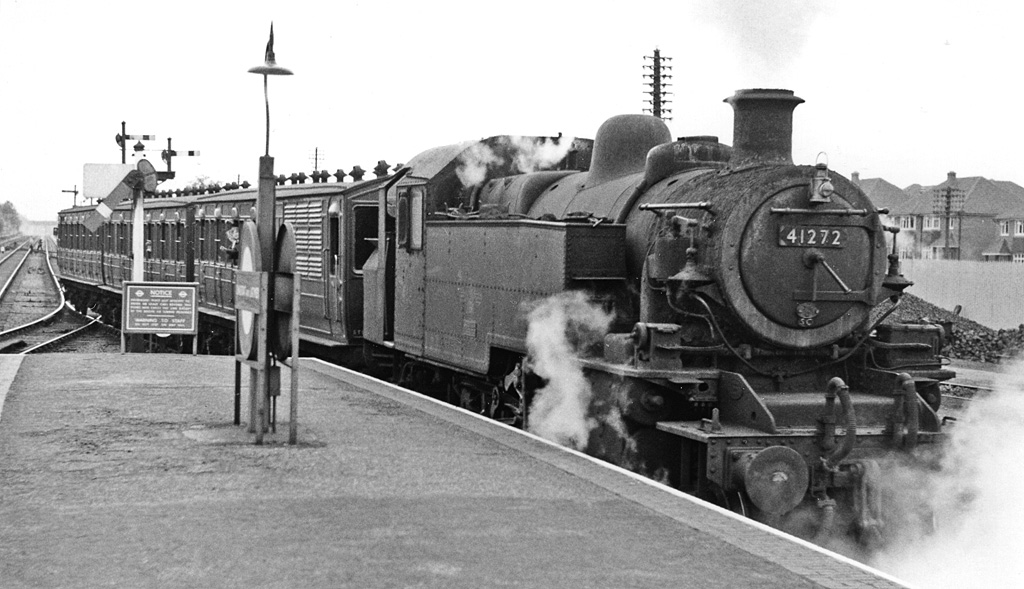
Treno a vapore per Chesham in partenza dalla stazione di Chalfont & Latimer, 1959.
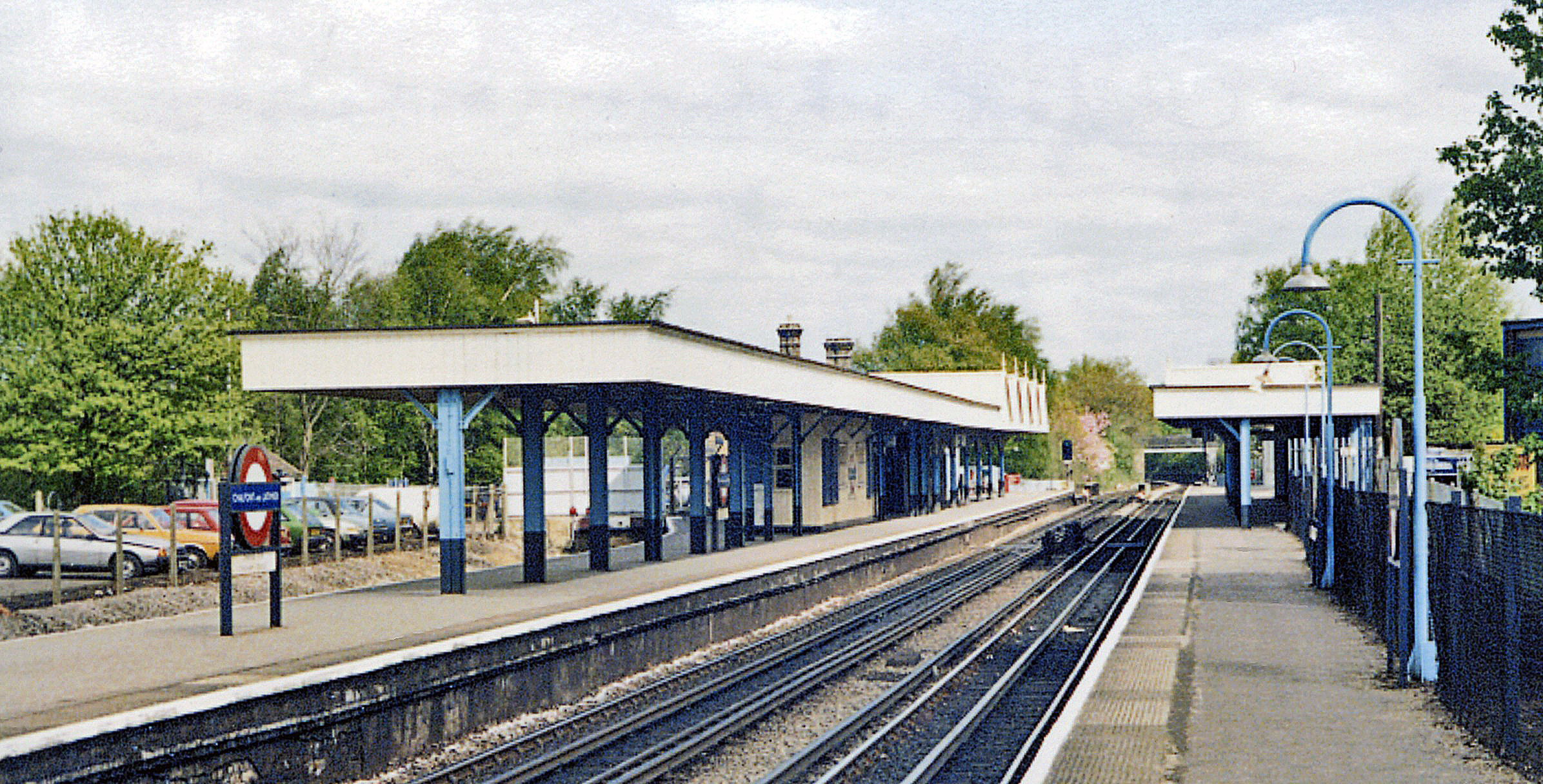
Vista della piattaforma della stazione.
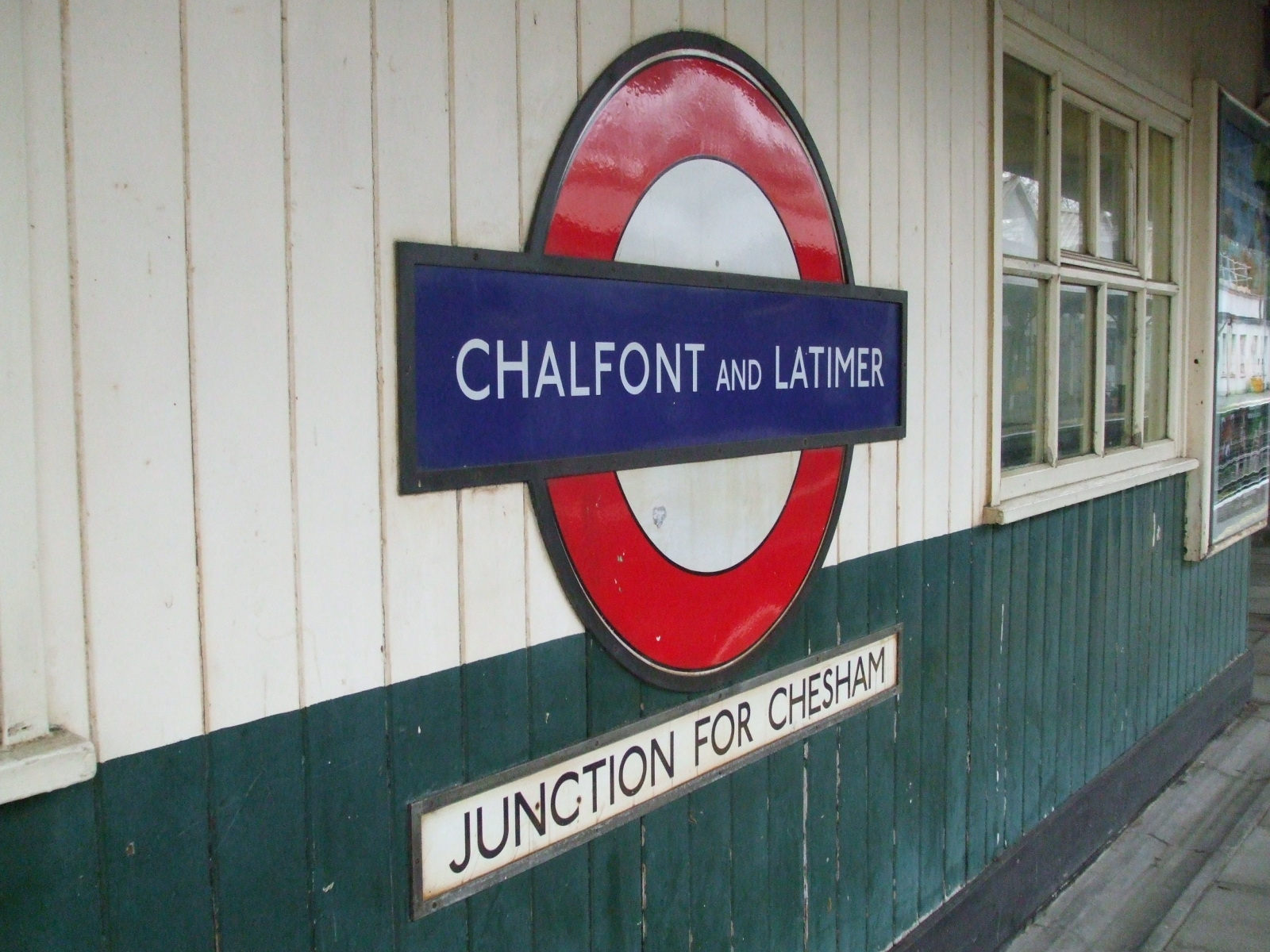
Roundel sulla piattaforma della stazione.